# Benjamin Spock
Pour les articles homonymes, voir Spock.
Benjamin McLane Spock, né le 2 mai 1903 à New Haven dans le Connecticut et mort le 15 mars 1998 à La Jolla en Californie, est un athlète et un pédiatre américain qui publia en 1946 le livre The Common Sense Book of Baby and Child Care (traduit en 1952 sous le titre Comment soigner et éduquer son enfant), qui devint un best-seller mondial (en 1998 plus de 50 millions d'exemplaires traduits en 39 langues).

## Biographie
Il aida ses parents à élever ses cinq frères et sœurs plus jeunes. Il commença ses études de médecine à l'université Yale, où il devint membre des confréries Scroll and Key et Zeta Psi (en). Membre de l'équipe d'aviron à huit, il gagna une médaille d'or aux Jeux olympiques d'été de 1924 à Paris.
Il termina ses études à l'Université Columbia à New York, et sortit premier de sa promotion en 1929. Il fit son internat de pédiatrie au collège médical Weill Cornell à Manhattan, et son internat de psychiatrie à la clinique Payne Whitney de l'Université Cornell.
Pendant la Seconde Guerre mondiale, il fut affecté comme psychiatre dans le corps médical de réserve de l'US Navy, et termina avec le grade de lieutenant colonel. 
Il meurt en 1998 chez lui à La Jolla en Californie.

## Idées
Son message révolutionnaire pour les mères était « vous en savez bien plus que vous ne croyez ». Il a été le premier pédiatre à étudier la psychanalyse pour essayer de comprendre les besoins des enfants et la dynamique familiale. Ses conseils d'éducation ont conduit plusieurs générations de parents à être plus souples et plus affectueux avec leurs enfants, en les considérant comme des personnes, à une époque où l'on pensait que l'éducation des enfants devait surtout porter sur l'apprentissage de la discipline, comme ne pas prendre dans ses bras un enfant qui pleure, pour éviter de le gâter.
Spock défendait des idées qui n'étaient pas courantes : avec le temps, ses livres contribuèrent à changer voire à retourner les opinions de ceux qui étaient les spécialistes de l'époque. Auparavant les experts avaient enseigné aux parents que les bébés avaient besoin d'apprendre à dormir avec des horaires réguliers, et que les prendre dans les bras à chaque fois qu'ils pleuraient ne ferait que leur apprendre à pleurer encore plus et à ne pas dormir de la nuit (conception béhavioriste). On avait enseigné qu'il fallait nourrir les enfants à horaires réguliers, ne pas les prendre dans les bras, ni les embrasser ou les bercer, parce que cela ne les préparerait pas à devenir plus tard des individus forts et indépendants dans un monde difficile. 
Spock encourageait les parents à considérer chaque enfant comme une personne à part entière, un individu différent et non à appliquer des recettes toutes faites. Dans la 6e édition (1985), il écrivait à propos de la circoncision des enfants bien portants : « Il n'y a aucune justification pour cette opération, si ce n'est celle d'un rite religieux. C'est pourquoi je recommande fortement de ne pas toucher au prépuce. Les parents devraient trouver des raisons convaincantes pour la circoncision, et je n'en connais aucune ! »
Plus tard, il écrivit Dr Spock on Vietnam et une autobiographie Spock on Spock, dans laquelle il développe son attitude vis-à-vis de la vieillesse : Delay and deny (retarder et nier).

## Polémiques
On l'accusa d'être le chef de file de l'éducation permissive, et d'être responsable de ses prétendues conséquences négatives. Norman Vincent Peale écrivit que « dans les années 1960, les États-Unis ont payé le prix de deux générations de parents qui ont suivi les conseils éducatifs du docteur Spock, en satisfaisant immédiatement les besoins des enfants ». Le vice-président Spiro Agnew le désignait comme le « père de la permissivité » et rendait ses principes responsables du développement du manque de respect de la loi chez les jeunes des années 1960.
Les partisans de Spock pensent que ces critiques révèlent une méconnaissance de ce qu'il a vraiment écrit. Lui-même, dans son autobiographie, signale qu'il n'a jamais été l'avocat de la permissivité, et il remarque que ces accusations ne sont apparues qu'à partir du moment où il s'est publiquement opposé à la guerre du Viêt Nam. Il considérait ces accusations comme des attaques personnelles, dont la nature et la motivation politique ne faisaient aucun doute.
Spock défendait la thèse que les bébés devaient dormir sur le ventre, dans son édition de 1958 : « ainsi s'il vomit, il ne pourra pas être étouffé par ses vomissures ». Cet avis a assez unanimement influencé ceux qui étaient chargés de donner des conseils d'éducation dans les années 1990. Plus tard, des études empiriques ont démontré que cette position augmentait au contraire les risques du syndrome de mort subite du nourrisson. Les défenseurs de la médecine fondée sur les faits ont pris cet exemple pour démontrer l'importance d'appuyer les conseils de santé sur des résultats statistiques. Un chercheur a même estimé que près de 50 000 morts subites de nourrissons en Europe, Australie et États-Unis auraient pu être évitées si on avait modifié ces conseils dans les années 1970, alors que de telles statistiques étaient disponibles.

## Engagement politique
En 1957, il fut l'un des fondateurs du SANE (comité pour une saine politique nucléaire). Il fut un opposant actif à la guerre du Viêt Nam.
En 1967, il allait être désigné comme candidat à la vice-présidence de Martin Luther King Jr lors de la conférence nationale pour une nouvelle politique à Chicago le jour du Labor Day. Mais, comme l'a écrit William F. Pepper dans son livre Orders to Kill (Meurtres sur commandes), la conférence fut sabotée par des provocateurs à l'ordre du gouvernement.
En 1968, poursuivi avec quatre autres personnes, William Sloane Coffin, Marcus Raskin, Michael Ferber et Mitchell Goodman, pour conspiration en vue d'aider à lutter contre la conscription, il est condamné à deux ans de prison et 5 000 dollars d'amende au cours du procès dit des « Boston Five ». Le jugement est annulé deux ans plus tard en appel.
En 1972, il fut le candidat du People's party aux élections présidentielles avec dans son programme : la gratuité des soins médicaux, l'abrogation des lois sur les crimes sans victimes, la légalisation de l'avortement, de l'homosexualité, de la marijuana, un revenu familial minimum garanti et le retrait immédiat de toutes les troupes américaines de pays étrangers. Il obtint 0,1 % des votes populaires, Mac Govern 37,5 % et Nixon 60,7 %. Dans les années 1970 et 1980, il manifesta et fit des conférences contre l'armement nucléaire.
Il rejoignit la cause du féminisme très tôt : dans les éditions de son livre à partir de 1970, il emploie aussi bien « il » ou « elle » une fois sur deux lorsqu'il parle des bébés et des enfants. C'était peu courant à l'époque où beaucoup d'auteurs établis pensaient que le pronom « il » était correct pour parler aussi bien d'un homme que d'une femme.
En 1972, Spock, son vice-président Julius Hobson, Linda Jenness (candidate présidente du Socialist Workers Party) et Andrew Pulley (candidat vice-président du Socialist Workers Party) écrivirent au major général Bert A. David, officier commandant de Fort Dix, lui demandant l'autorisation de tenir un meeting électoral et de distribuer du matériel de propagande. Appliquant les règlements de son administration, le général refusa, Spock et ses amis portèrent plainte devant la Cour suprême mais furent déboutés.

## Célébrité
- Contrairement à une rumeur publique, ce n'est pas son fils Michael (directeur à la retraite du musée des enfants de Boston) qui s'est suicidé, mais son petit-fils Peter âgé de 22 ans le 25 décembre 1983, en se jetant du toit de ce même musée de Boston. Il souffrait depuis longtemps de troubles mentaux.

- Il est évoqué dans le 172e des 480 souvenirs cités par Georges Perec,  dans son texte Je me souviens.

- Le docteur Spock est parfois confondu avec Mr. Spock, le personnage de la série télévisée Star Trek ; Gene Roddenberry, son créateur, assure qu'il s'agit là d'une simple coïncidence. On retrouve des allusions au docteur Spock dans des bandes dessinées, films ou séries TV américaines.

- Dans le film Captain Fantastic (2016), de Matt Ross avec Viggo Mortensen et George MacKay, le personnage interprété par ce dernier, celui du fils aîné, évoque avec fougue un ouvrage de Spock, tandis qu'il ignore complètement l'existence du personnage de la série télévisée, n'ayant seulement jamais entendu parler de Star Trek.
- Il est fait référence au Dr Spock dans le titre Kiss, Kiss, Kiss, Bang, Bang, Bang de Orchestral Manoeuvres in the Dark, dans l'album The Punishment of Luxury sorti en 2017.[réf. nécessaire]

## Publications
- Baby and Child Care (1946, 9e édition révisée en 2012)
- A Baby's First Year (1954)
- Feeding Your Baby and Child (1955)
- Dr Spock Talks With Mothers (1961)
- Problems of Parents (1962)
- Caring for Your Disabled Child (1965)
- Dr Spock on Vietnam (1968)
- Decent and Indecent (1970)
- A Teenager's Guide to Life and Love (1970)
- Raising Children in a Difficult Time (1974)
- Spock on Parenting (1988)
- Spock on Spock: a Memoir of Growing Up With the Century (1989)
- A Better World for Our Children (1994)[1]
- Dr Spock's the School Years: The Emotional and Social Development of Children 01 Edition (2001)